# John Colet
John Colet, född 1467, död 10 september 1519, var en engelsk renässanshumanist.
Under sina studieår i Florens tog Colet intryck såväl av den klassiska filologin som av tidens religiösa mysticism. Hemkommen föreläste han i Oxford över de paulinska breven och fortsatte dessa för dåtida studium av Bibeln betydelsefulla föreläsningar, sedan han 1505 blivit domprost vid Sankt Pauls-katedralen i London. Här grundade han en berömd skola, som gav fri undervisning åt ett antal fattiga gossar. Colet motarbetade den medeltida skolastiken och verkade för en reform inom det bestående kyrkoskicket, varigenom han förberedde reformationen i England. Han blev också anklagad för kätteri men benådades av Henrik VIII. Erasmus av Rotterdam var hans nära vän, och bland hans lärjungar märks Thomas More.